# Левин, Лев Михайлович
Лев Михайлович Левин (1916—1984) — советский учёный, доктор технических наук, профессор. Лауреат Сталинской премии.

## Биография
Родился 22 февраля 1916 года в Витебске. После окончания школы в Воронеже переехал в Москву, работал радиомонтажником. В 1933 году поступил на физический факультет МГУ им. М. В. Ломоносова. В 1938 году защитил диплом и был оставлен на физическом факультете в аспирантуре. Тема кандидатской диссертации — применение спектров комбинационного рассеяния света к изучению сложных вопросов химического строения органических молекул.
В 1940—1949 работал в ЦАГИ: сначала консультант, затем заместитель начальника и начальник отдела вооружения лаборатории № 2.
Выполнил ряд теоретических работ по внешней баллистике реактивных снарядов («Катюш»), участвовал в экспериментах по созданию реактивных снарядов улучшенной кучности, что резко увеличило эффективность реактивной артиллерии. В марте 1944 года награждён орденом Красной Звезды.
С 1949 года работал в ГЕОФИАНе и Институте прикладной геофизики им. Е. К. Фёдорова (ИПГ).
С 1951 по 1961 год вёл исследования в Эльбрусской экспедиции ГЕОФИАНа — Кабардино-Балкарского отделения ИПГ.
С 1961 г. в Обнинском филиале ИПГ (с 1968 г. Институт экспериментальной метеорологии): старший научный сотрудник, зав. лабораторией механики аэрозолей, с декабря 1963 года — заведующий отделом аэрозольных исследований.
С 1969 г. старший научный сотрудник отдела физики облаков и активных воздействий ИПГ.
Доктор технических наук, профессор (1967).
Умер 28 ноября 1984 года в Москве, похоронен на Востряковском кладбище.

## Награды и премии
- Сталинская премия 1 степени (1948 год) — за научные исследования в области внешней баллистики.